# Мы — это Louna
«Мы — это Louna» — третий студийный альбом московской рок-группы Louna, выпущенный 1 декабря 2013 года на лейбле М2БА.

## История создания
Группа Louna приступила к записи альбома летом 2013 года, а 19 сентября объявила о завершении работы над пластинкой и впервые обнародовала его название и трек-лист. Пластинка посвящена поклонникам группы и получила название «Мы — это Louna». Собрать деньги на запись альбома помогли слушатели посредством нового явления краудфандинга. Некоторые из них приняли участие в записи бэк-вокала, и голоса поклонников Louna можно будет услышать в трех песнях — «Действуй», «1.9.8.4.» и «Мы — это Louna». Ещё одна композиция была записана в дуэте с фронтмэном нижегородской панк-группы «F.P.G.» Антоном Пухом.
Обложку для нового альбома придумал дизайнер Дмитрий Нил, а использованный в оформлении логотип — Артем Демиденко из студии «ArtCore Studio».
Официальной датой релиза будет считаться 1 декабря 2013 года и альбом услышат участники краудфандинга на Planeta.ru, с 10 декабря 2013 года альбом будет доступен для покупки на iTunes (заглавная композиция доступна с 21 ноября 2013 года), а на презентации 14 декабря 2013 года в Москве в клубе «Arena Moscow» и 18 декабря 2013 года в Санкт-Петербурге в клубе «Космонавт» можно будет приобрести CD-версию альбома. Кроме этого, с 25 ноября 2013 года на сайте «Нашего радио» доступны для прослушивания 6 композиций, а 29 ноября 2013 года состоялась премьера песни «Действуй!» в Чартовой дюжине.

## Список композиций
| №   | Название                                           | Длительность |
| --- | -------------------------------------------------- | ------------ |
| 1.  | «Мы — это Louna»                                   | 3:39         |
| 2.  | «Действуй!»                                        | 3:45         |
| 3.  | «Маски»                                            | 4:31         |
| 4.  | «Буря»                                             | 3:40         |
| 5.  | «Путь к себе»                                      | 4:25         |
| 6.  | «С тобой»                                          | 4:25         |
| 7.  | «Мои друзья» (feat. Антон «Пух» Павлов)            | 3:37         |
| 8.  | «С нуля»                                           | 4:14         |
| 9.  | «1.9.8.4.»                                         | 4:49         |
| 10. | «Чужой среди своих»                                | 3:26         |
| 11. | «Сонное царство»                                   | 3:46         |
| 12. | «Дорога бойца»                                     | 4:06         |
| 13. | «Моя оборона» (bonus, «Гражданская Оборона» cover) | 3:36         |

## Участники записи
Louna
- Лусинэ «Лу» Геворкян — вокал, клавишные.
- Виталий «Вит» Демиденко — бас-гитара.
- Рубен «Ру» Казарьян — гитара.
- Сергей «Серж» Понкратьев — гитара.
- Леонид «Пилот» Кинзбурский — ударные.

Над релизом работали
- Антон «Пух» Павлов — вокал (№ 7).
- Слушатели группы Louna — вокал (№ 1, № 2, № 9).